# Manifest GNU
Manifest GNU – tekst napisany przez Richarda Stallmana pierwotnie w celu pozyskania współpracowników i poparcia prac nad bezpłatnym, otwartym systemem operacyjnym posiadającym wszystkie cechy użytkowe i strukturę Uniksa. Manifest ten jest przez wielu zwolenników ruchu wolnego oprogramowania uważany za podstawowy tekst wyjaśniający filozoficzne i praktyczne cele jego istnienia. Dla projektu, który ten tekst promował stał się on rodzajem konstytucji.
Manifest został opublikowany po raz pierwszy w niszowym czasopiśmie dla programistów Dr. Dobb's Journal, w marcu 1985 r.. Manifest ten wyjaśniał powody próby stworzenia wolnej alternatywy dla systemu Unix. Stallman opisał w nim dotychczasowy stan prac, które prowadził w momencie ogłoszenia manifestu już od dwóch lat. Sama nazwa projektu ("GNU to nie UNIX" – ang. GNU's Not UNIX), została przez niego wymyślona dużo wcześniej i rozpropagowana w Usenecie. Oryginalny tekst był w trakcie rozwoju projektu GNU wielokrotnie korygowany i poprawiany. Ostateczna jego postać pochodzi z 1993 r., kiedy dodano do niego kilka, istotnych z punktu widzenia dalszego rozwoju projektu GNU, przypisów.